# Cylindrophis ruffus
Espèce
Synonymes
- Anguis ruffa Laurenti, 1768
- Cylindrophis rufus (Laurenti, 1768)
- Anguis striatus Gmelin, 1789
- Cylindrophis resplendens Wagler, 1828

Statut de conservation UICN

 LC  : Préoccupation mineure
Cylindrophis ruffus ou Serpent à deux têtes est une espèce de serpents de la famille des Cylindrophiidae.

## Répartition
Cette espèce se rencontre :
- en Indonésie à Sumatra, aux îles Riau, à Bangka, au Kalimantan, à Java, à Sulawesi et à Komodo ;
- en Malaisie ;
- en Thaïlande ;
- au Cambodge ;
- au Viêt Nam ;
- au Laos ;
- en Chine à Hainan, à Hong Kong et au Fujian ;

## Description

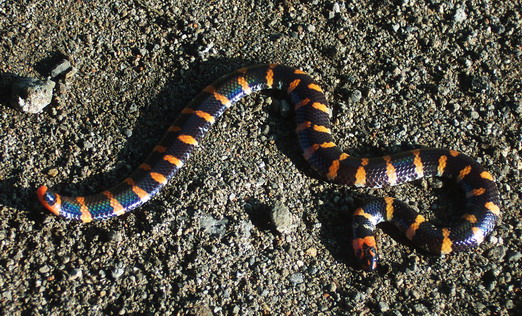
Cylindrophis ruffus

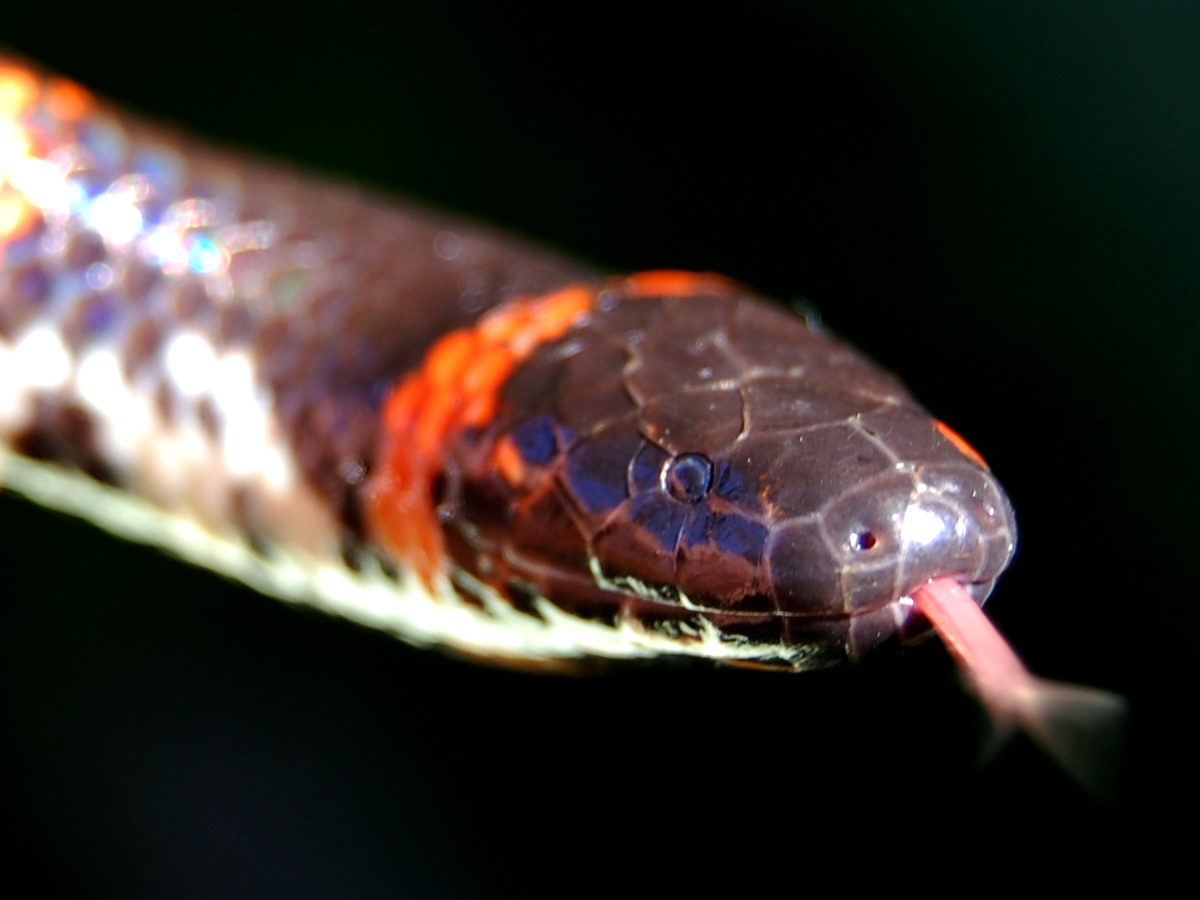
Cylindrophis ruffus

Ce serpent mesure de 70 à 100 cm de long. Le dessous de sa queue est rouge, queue qui rappelle la tête de serpent venimeux comme le bongare et lui vaut le surnom de serpent à deux têtes.
Il est essentiellement fouisseur mais on peut le trouver dans les rizières et les marécages. 
Il mange de petits serpents et des anguilles.
C'est un serpent vivipare.

## Taxinomie
On rencontre parfois cette espèce sous le nom de Cylindrophis rufus (avec un seul f), mais la graphie originale de Laurenti, 1768 comporte bien les deux f.
La sous-espèce Cylindrophis ruffus burmanus a été élevée au rang d'espèce par Amarasinghe et al., 2015.

## Publication originale
- Laurenti, 1768 : Specimen medicum, exhibens synopsin reptilium emendatam cum experimentis circa venena et antidota reptilium austriacorum, Vienna Joan Thomae, p. 1-217 (texte intégral).